# Volta a Catalunya de 1997
La Volta a Catalunya de 1997 va ser 77a edició de la Volta Ciclista a Catalunya. Es disputà en 8 etapes del 19 al 26 de juny de 1997 amb un total de 1.167,5 km. El vencedor final fou l'aragonès Fernando Escartín de l'equip Kelme per davant d'Ángel Luis Casero del Banesto i Mikel Zarrabeitia de l'ONCE.
La primera etapa estava dividida en dos sector, un de ruta i l'altra contrarellotge.
Escartín guanyà la cursa, que segurament era la més important de la seva carrera, gràcies al fet de no perdre temps a les contrarellotges ni a l'ascensió a l'Estació de Pal. Chris Boardman no va poder defensar el seu liderat a l'arribada de l'alta muntanya. Pàvel Tonkov, un dels favorits a priori va quedar cinquè a més d'un minut del ciclista de Biescas.

## Etapes
| Etapa | Data       | Ciutats d'etapa                                 | km    | Vencedor de l'etapa        | Líder de la general        |
| ----- | ---------- | ----------------------------------------------- | ----- | -------------------------- | -------------------------- |
| 1a A  | 19 de juny | Vila-seca – La Pineda                           | 71,9  | Ján Svorada (CZE)          | Ján Svorada (CZE)          |
| 1a B  | 19 de juny | Port Aventura – La Pineda (CRI)                 | 7,8   | Christopher Boardman (GBR) | Christopher Boardman (GBR) |
| 2a    | 20 de juny | Port Aventura – Lleida                          | 163,0 | Ján Svorada (CZE)          | Christopher Boardman (GBR) |
| 3a    | 21 de juny | Borges Blanques – Manresa                       | 186,7 | Serhí Uixakov (UKR)        | Christopher Boardman (GBR) |
| 4a    | 22 de juny | Sant Joan Despí – Barcelona                     | 129,7 | Ján Svorada (CZE)          | Christopher Boardman (GBR) |
| 5a    | 23 de juny | Vic - Vic (CRI)                                 | 22,1  | Christopher Boardman (GBR) | Christopher Boardman (GBR) |
| 6a    | 24 de juny | Casa Tarradellas (Vic) – Platja d'Aro           | 160,7 | Fernando Escartín (ESP)    | Christopher Boardman (GBR) |
| 7a    | 25 de juny | Girona – Estació de Pal (AND)                   | 237,0 | Bo Hamburger (DEN)         | Fernando Escartín (ESP)    |
| 8a    | 26 de juny | Andorra la Vella (AND) – Andorra la Vella (AND) | 188,6 | Serhí Uixakov (UKR)        | Fernando Escartín (ESP)    |

### 1a etapa A
19-06-1997: Vila-seca – La Pineda, 71,9 km.:
|   | Ciclista                 | Equip     | Temps      |
| - | ------------------------ | --------- | ---------- |
| 1 | Ján Svorada (CZE)        | Mapei     | 1h 57' 23" |
| 2 | Federico Colonna (ITA)   | Asics-CGA | m. t.      |
| 3 | Frédéric Moncassin (FRA) | GAN       | m. t.      |

|   | Ciclista                 | Equip     | Temps      |
| - | ------------------------ | --------- | ---------- |
| 1 | Ján Svorada (CZE)        | Mapei     | 1h 57' 23" |
| 2 | Federico Colonna (ITA)   | Asics-CGA | m. t.      |
| 3 | Frédéric Moncassin (FRA) | GAN       | m. t.      |

### 1a etapa B
19-06-1997: Port Aventura – La Pineda, 7,8 km. (CRI):
|   | Ciclista                   | Equip   | Temps  |
| - | -------------------------- | ------- | ------ |
| 1 | Christopher Boardman (GBR) | GAN     | 8' 42" |
| 2 | Ángel Luis Casero (ESP)    | Banesto | + 12"  |
| 3 | Aitor Garmendia (ESP)      | ONCE    | m. t.  |

|   | Ciclista                   | Equip   | Temps      |
| - | -------------------------- | ------- | ---------- |
| 1 | Christopher Boardman (GBR) | GAN     | 2h 06' 05" |
| 2 | Ángel Luis Casero (ESP)    | Banesto | + 12"      |
| 3 | Aitor Garmendia (ESP)      | ONCE    | m. t.      |

### 2a etapa
20-06-1997: Port Aventura – Lleida, 163,0 km.:
|   | Ciclista                 | Equip     | Temps      |
| - | ------------------------ | --------- | ---------- |
| 1 | Ján Svorada (CZE)        | Mapei     | 4h 01' 01" |
| 2 | Frédéric Moncassin (FRA) | GAN       | m. t.      |
| 3 | Federico Colonna (ITA)   | Asics-CGA | m. t.      |

|   | Ciclista                   | Equip   | Temps      |
| - | -------------------------- | ------- | ---------- |
| 1 | Christopher Boardman (GBR) | GAN     | 6h 07' 06" |
| 2 | Ángel Luis Casero (ESP)    | Banesto | + 12"      |
| 3 | Aitor Garmendia (ESP)      | ONCE    | m. t.      |

### 3a etapa
21-06-1997: Borges Blanques – Manresa, 186,7 km.:
|   | Ciclista                | Equip      | Temps      |
| - | ----------------------- | ---------- | ---------- |
| 1 | Serhí Uixakov (UKR)     | Team Polti | 5h 00' 56" |
| 2 | Peter Van Petegem (BEL) | TVM        | m. t.      |
| 3 | Ángel Luis Casero (ESP) | Banesto    | m. t.      |

|   | Ciclista                   | Equip   | Temps       |
| - | -------------------------- | ------- | ----------- |
| 1 | Christopher Boardman (GBR) | GAN     | 11h 08' 02" |
| 2 | Ángel Luis Casero (ESP)    | Banesto | + 12"       |
| 3 | Fernando Escartín (ESP)    | Kelme   | + 23"       |

### 4a etapa
22-06-1997: Sant Joan Despí - Barcelona, 129,7 km.:
|   | Ciclista                 | Equip     | Temps      |
| - | ------------------------ | --------- | ---------- |
| 1 | Ján Svorada (CZE)        | Mapei     | 3h 26' 24" |
| 2 | Federico Colonna (ITA)   | Asics-CGA | m. t.      |
| 3 | Frédéric Moncassin (FRA) | GAN       | m. t.      |

|   | Ciclista                   | Equip   | Temps       |
| - | -------------------------- | ------- | ----------- |
| 1 | Christopher Boardman (GBR) | GAN     | 14h 34' 26" |
| 2 | Ángel Luis Casero (ESP)    | Banesto | + 12"       |
| 3 | Fernando Escartín (ESP)    | Kelme   | + 23"       |

### 5a etapa
23-06-1997: Vic – Vic, 22,1 km. (CRI):
|   | Ciclista                     | Equip | Temps   |
| - | ---------------------------- | ----- | ------- |
| 1 | Christopher Boardman (GBR)   | GAN   | 25' 17" |
| 2 | Aitor Garmendia (ESP)        | ONCE  | + 46"   |
| 3 | Alberto Leanizbarrutia (ESP) | ONCE  | + 51"   |

|   | Ciclista                     | Equip   | Temps       |
| - | ---------------------------- | ------- | ----------- |
| 1 | Christopher Boardman (GBR)   | GAN     | 14h 59' 43" |
| 2 | Ángel Luis Casero (ESP)      | Banesto | + 01' 10"   |
| 3 | Alberto Leanizbarrutia (ESP) | ONCE    | + 01' 24"   |

### 6a etapa
24-06-1997: Casa Tarradellas (Vic) – Platja d'Aro, 160,7 km.:
|   | Ciclista                   | Equip           | Temps      |
| - | -------------------------- | --------------- | ---------- |
| 1 | Fernando Escartín (ESP)    | Kelme           | 4h 01' 40" |
| 2 | Daniel Clavero (ESP)       | Estepona-Toscaf | + 8"       |
| 3 | Christopher Boardman (GBR) | GAN             | + 9"       |

|   | Ciclista                   | Equip   | Temps       |
| - | -------------------------- | ------- | ----------- |
| 1 | Christopher Boardman (GBR) | GAN     | 19h 01' 32" |
| 2 | Fernando Escartín (ESP)    | Kelme   | + 01' 36"   |
| 3 | Ángel Luis Casero (ESP)    | Banesto | + 01' 38"   |

### 7a etapa
25-06-1997: Girona – Estació de Pal, 237,0 km.:
|   | Ciclista                | Equip           | Temps      |
| - | ----------------------- | --------------- | ---------- |
| 1 | Bo Hamburger (DEN)      | TVM             | 7h 02' 22" |
| 2 | Daniel Clavero (ESP)    | Estepona-Toscaf | + 8"       |
| 3 | Mikel Zarrabeitia (ESP) | ONCE            | + 11"      |

|   | Ciclista                | Equip   | Temps       |
| - | ----------------------- | ------- | ----------- |
| 1 | Fernando Escartín (ESP) | Kelme   | 26h 05' 59" |
| 2 | Ángel Luis Casero (ESP) | Banesto | + 02"       |
| 3 | Mikel Zarrabeitia (ESP) | ONCE    | + 26"       |

### 8a etapa
26-06-1997: Andorra la Vella – Andorra la Vella, 188,6 km.:
|   | Ciclista                 | Equip      | Temps      |
| - | ------------------------ | ---------- | ---------- |
| 1 | Serhí Uixakov (UKR)      | Team Polti | 5h 07' 47" |
| 2 | Henk Vogels (AUS)        | GAN        | m. t.      |
| 3 | Frédéric Moncassin (FRA) | GAN        | + 3"       |

|   | Ciclista                | Equip   | Temps       |
| - | ----------------------- | ------- | ----------- |
| 1 | Fernando Escartín (ESP) | Kelme   | 31h 13' 49" |
| 2 | Ángel Luis Casero (ESP) | Banesto | + 02"       |
| 3 | Mikel Zarrabeitia (ESP) | ONCE    | + 26"       |

## Classificació General
|    | Ciclista                   | Equip           | Temps       |
| -- | -------------------------- | --------------- | ----------- |
| 1  | Fernando Escartín (ESP)    | Kelme           | 31h 13' 49" |
| 2  | Ángel Luis Casero (ESP)    | Banesto         | + 2"        |
| 3  | Mikel Zarrabeitia (ESP)    | ONCE            | + 26"       |
| 4  | Daniel Clavero (ESP)       | Estepona-Toscaf | + 53"       |
| 5  | Pàvel Tonkov (RUS)         | Mapei           | + 1' 04"    |
| 6  | Armand de las Cuevas (FRA) | Banesto         | + 1' 19"    |
| 7  | Bo Hamburger (DEN)         | TVM             | + 1' 30"    |
| 8  | César Solaun (ESP)         | Euskadi         | + 2' 07"    |
| 9  | Marino Alonso (ESP)        | Banesto         | + 2' 35"    |
| 10 | Orlando Rodrigues (POR)    | Banesto         | + 2' 52"    |

## Classificació de la muntanya
|   | Ciclista                  | Equip             | Punts |
| - | ------------------------- | ----------------- | ----- |
| 1 | Héctor Iván Palacio (COL) | Colflavia Telecom | 38    |
| 2 | Fernando Escartín (ESP)   | Kelme             | 31    |
| 3 | Ángel Luis Casero (ESP)   | Banesto           | 28    |

## Classificació de les Metes volants
|   | Ciclista                 | Equip                | Punts |
| - | ------------------------ | -------------------- | ----- |
| 1 | Eleuterio Anguita (ESP)  | Estepona-Toscaf      | 22    |
| 2 | Mirko Crepaldi (ITA)     | Team Polti           | 13    |
| 3 | José Daniel Bernal (COL) | Petroleo de Colombia | 12    |

## Millor Equip
|   | Equip   | Nacionalitat | Temps       |
| - | ------- | ------------ | ----------- |
| 1 | Banesto | Espanya      | 93h 44' 55" |
| 2 | ONCE    | Espanya      | + 9' 43"    |
| 3 | Mapei   | Itàlia       | + 10' 46"   |